# Liste der Down-Beat-Poll-Sieger der 1930er Jahre
Dies ist eine Liste der Poll-Gewinner (Leser und Kritiker) der Zeitschrift Down Beat in den 1930er Jahren.
Damals gab es nur Leser-Polls bei Down Beat. Die erste Wahl fand 1936 statt. Der Zusatz corn in einigen Kategorien bedeutet schmalzig, süßlich und ist abwertend bzw. ironisch gemeint.

## 1936
Leser-Poll:
- Sweet Band: Ray Noble
- Swing Band: Benny Goodman
- Trompete: Bix Beiderbecke
- Posaune: Tommy Dorsey
- Klarinette: Benny Goodman
- Schlagzeug: Gene Krupa
- Bass: Pops Foster
- Gitarre: Eddie Lang
- Klavier: Teddy Wilson

## 1937
Leser-Poll:
- Sweet Band: Hal Kemp
- Swing Band: Benny Goodman
- Solokünstler: Benny Goodman
- Aufnahme: Benny Goodman Sing, Sing, Sing (Victor)
- Arrangement: Benny Goodman Sing, Sing, Sing
- Gesang: Ella Fitzgerald
- Altsaxophon: Jimmy Dorsey
- Tenorsaxophon: Chu Berry
- Corn Sax: Carmen Lombardo
- Trompete: Harry James
- Corn Trumpet: Henry Busse
- Posaune: Tommy Dorsey
- Corn Trombone: Russ Morgan
- Klarinette: Benny Goodman
- Corn Clarinet: Ted Lewis
- Schlagzeug: Gene Krupa
- Corn Drums: Abe Lyman
- Bass: Bob Haggart
- Corn Bass: Candy Candido
- Gitarre: Carmen Mastren
- Corn Guitar: Harry Reser
- Klavier: Teddy Wilson
- Corn Piano: Eddy Duchin

## 1938
Leser-Poll:
- Sweet Band: Casa Loma Orchestra
- Swing Band: Artie Shaw
- Solokünstler: Benny Goodman
- Aufnahme: Benny Goodman Sing, Sing, Sing (Victor)
- Quartet und Trio: Benny Goodman
- Arrangeur: Larry Clinton
- Gesang: Ella Fitzgerald
- Altsaxophon: Jimmy Dorsey
- Tenorsaxophon: Bud Freeman
- Corn Sax: Carmen Lombardo
- Trompete: Harry James
- Corn Trumpet: Henry Busse
- Posaune: Tommy Dorsey
- Klarinette: Benny Goodman
- Corn Clarinet: Ted Lewis
- Schlagzeug: Gene Krupa
- Corn Drums: Abe Lyman
- Bass: Bob Haggart
- Corn Bass: Candy Candido
- Gitarre: Benny Heller
- Corn Guitar: Alvino Rey
- Klavier: Bob Zurke

## 1939
Leser-Poll:
- Sweet Band: Tommy Dorsey
- Swing Band: Benny Goodman
- Solokünstler: Benny Goodman
- Kleine Combo: Benny Goodman Sextet
- Unterschätzte Band: Woody Herman
- Unterschätzter Solokünstler: Woody Herman
- King of Corn: Clyde McCoy
- Altsaxophon: Jimmy Dorsey
- Tenorsaxophon: Coleman Hawkins
- Trompete: Harry James
- Posaune: Tommy Dorsey
- Klarinette: Benny Goodman
- Schlagzeug: Gene Krupa
- Bass: Bob Haggart
- Gitarre: Charlie Christian
- Klavier: Jess Stacy
- Arrangeur: Fletcher Henderson
- Männlicher Vokalkünstler: Bing Crosby
- Weibliche Vokalkünstlerin: Ella Fitzgerald